# ديك جونسون (موظف مدني)
ديك جونسون (بالإنجليزية: Dick Johnson)‏ هو موظف مدني أسترالي، ولد في 1929 في سنغافورة.